# Бряг Ейтс
Бряг Ейтс (на английски: Eights Coast) е част от крайбрежието на Западна Антарктида, в западния сектор на Земя Елсуърт, простиращ се между 73° и 73°50’ ю.ш. и 85° и 100° з.д. Брегът е разположен в западната част на Земя Елсуърт, покрай южните брегове на море Белингсхаузен част от тихоокеанския сектор на Южния океан. На запад граничи с Брега Уолгрин на Земя Мери Бърд, а на изток – с Брега Брайан на Земя Елсуърт. Крайбрежието му е слабо разчленено, заето изцяло от шелфовите ледници Пикок на запад и Абът. В шелфовия ледник Пикок са „впримчени“ големият остров Търстън (връх Хоторн 1036 m) и по-малкия Шърмън, а в шелфовия ледник Абът – островите Джъстин, Флетчър и др. Изцяло е покрит с дебела ледена покривка, над която стърчат отделни оголени върхове и нунатаки от планината Джонс, от която към шелфовите ледници се спускат планински ледници.
Брега Ейтс е открит през февруари 1940 г. от американската експедиция ръководена от адмирал Ричард Бърд. През 1966 г. Консултативния комитет по антарктическите названия на САЩ го наименува в чест на Джеймс Ейтс (1798 – 1882), американски геолог, който през 1830 г. при посещението си в Антарктида открива първите изкопаеми животни на континента. Детайлно брегът е изследван и топографски заснет от въздуха и от наземни екипи в периода 1960 – 1966 г.